# Selim Ben Achour
Selim Ben Achour (Parigi, 8 settembre 1981) è un ex calciatore e allenatore di calcio tunisino, di ruolo centrocampista.

## Carriera

### Club
Il 13 settembre 2010 lascia il Málaga, con il quale aveva ancora un anno di contratto, trovando un accordo con la società per la rescissione.
Il 21 gennaio 2011 firma un contratto con il Marítimo fino al successivo 30 giugno.

## Palmarès

### Club

#### Competizioni nazionali
- Coppa di Francia: 1

PSG: 2003-2004
- Campionato russo: 1

Rubin Kazan: 2008
- Kuwait Premier League: 1

Al-Qadisiya: 2008-2009
- Kuwait Crown Prince Cup: 1

Al-Qadisiya: 2009
- Kuwait Federation Cup: 1

Al-Qadisiya: 2008-2009
- Campionato cipriota: 2

APOEL: 2012-2013, 2013-2014
- Coppa di Cipro: 1

APOEL: 2013-2014
- Supercoppa di Cipro: 1

APOEL: 2013